# Sasha Clements
Sasha Nicole Clements (n. 13 martie 1990, Toronto, Ontario, Canada) este o actriță canadiană de film.

## Filmografie
- 2005: The Snow Queen
- 2009-2010: Majority Rules!
- 2010: What's Up Warthogs!
- 2011: Rookie Blue
- 2011: Really Me
- 2012: Lost Girl
- 2012: Life with Boys
- 2013: Mudpit
- 2014: Cum să construiești băiatul perfect
- 2015: Open Heart
- 2015: Degrasi: The Next Generation
- 2016: Say Yes to the Dress
- 2017: From Straight A's to XXX